# Eois particolor
Eois particolor là một loài bướm đêm trong họ Geometridae.